# Susana Vieira
Sônia Maria Vieira Gonçalves (São Paulo, 23 de agosto de 1942), más conocida como Susana Vieira, es una actriz y presentadora brasileña.

## Biografía
Su padre, Mario Vieira Gonçalves, era militar y agregado militar en la embajada de Brasil en Buenos Aires. La madre de Susana, Maria da Conceição Gonçalves, trabajó en el consulado, y luego vino el matrimonio y el nacimiento de sus hijos. Como con las familias de los diplomáticos, Susana vivió en varios países y tuvo una buena educación, y aprendió varios idiomas. Susana (Sônia) nació en a Maternidad São Paulo, en São Paulo. Su infancia la pasó entre Montevideo, Buenos Aires y Londres. En Montevideo estudió en la compañía del Teatro "El Galpón" y allí hizo sus primeros pasos ya que su padre fue diplomático en la ciudad de Montevideo. En Buenos Aires estudió ballet, presentándose varias veces en el Teatro Colón, el mejor teatro de esa ciudad. Y, fue a través de la danza que, como en Brasil, apareció en un programa de la TV Tupi de São Paulo en 1960. No fue contratada, sino que comenzó a participar en varios programas de "vanguardia" y de "Comedia."
Su primera aparición en televisión fue en 1963, sólo después de haber sido entrenada en el ballet clásico del Teatro Municipal de São Paulo, como parte del cuerpo de baile de la TV Tupi, bailando en los programas durante la presentación de los cantantes. Fue allí donde el director Gabus Cassiano Mendes la vio, se dio cuenta de su talento y la colocó en el elenco de series y telenovelas. Cuando se casó con el director Régis Cardoso, interrumpió la carrera artística para dedicarse al hogar, pero al nacer su único hijo, regresó al trabajo.
Estreno de cine en 1974 en El Fuerte, pero hizo pocas películas, dedicándose mucho más a la televisión, donde consigue papeles principales. Hace telenovelas en la TV Tupi, TV Record y TV Excelsior. Fue contratada por la TV Globo en 1970, para en Pigmaleão 70 y se convirtió en uno de los principales éxitos de la emisora.
Su papel más destacado fue en Nice en Ángel Malo (1976), escrita por Cassiano Gabus Mendes, su primer papel como protagonista en la Rede Globo. La actriz fue agredida en la calle algunas veces debido a las malas acciones que su personaje hacia en la novela, pero el público no perdonó y recolectaron firmas para que Babá muriese al final de la novela y el autor escribió la muerte de Nice en el último capítulo de la novela. La actriz también destacó en otros trabajos como una insegura Marina Steen en A Sucessora (1978) y la arrogante Blanca Leticia de Barros Mota en Por Amor (1997), ambas de Manoel Carlos.
A pesar de haber hecho muchas telenovelas, Susana sólo fue siete veces la protagonista, además de la famosa Nice. Fueron:
- Karen, en La pequeña Karen (1966).
- Maria Tereza, en El último Testigo (1969).
- Gonzala, en Andando por las Nubes (1999)
- Ana, en La próxima víctima (1995).
- Marta, en Bambolé (1987).
- Marina, en La Sucesora (1978).
- Maria do Carmo, en Señora del destino (2004)

En 1981, posó desnuda para la revista Categoría Plus. En 1983, aceptó la invitación para actuar en una telenovela mexicana Profesión: Señora. La oportunidad llegó con el éxito en América Latina de La Sucesora.
En 2002, recibió un homenaje especial durante la entrega de la Premio Austragésilo de Athayde , que ofrece la Academia Brasileña de Letras. En el mismo año participó en el CD del cantante Alexandre Pires , Mi vida, mi música, en el que Susana narra la apertura de la pista.
En 2006, participó en Danza sobre hielo, de Domingão do Faustão, siendo la segunda en dejar el programa el 27 de agosto de 2006.

## Bodas y familia
En 1961, se casa con Régis Cardoso, con quien tuvo un hijo, Rodrigo Otávio Cardoso el 19 de septiembre de 1964. Se divorcia en 1972.
En 1986, se casa con Carson Gardeazábal, y se separan en 2003. El 30 de septiembre de 2006, Susana Vieira se casa con el entonces policía militar Marcelo Silva, 28 años más joven, en Río de Janeiro. Los dos se habían conocido en el carnaval del mismo año. El 10 de noviembre de 2008, ella pone fin al matrimonio tras descubrir que su marido tenía una amante, Fernanda Cunha. No tuvieron hijos. Marcelo fue encontrado muerto el 11 de diciembre de 2008, en Río de Janeiro, por sobredosis de cocaína, a la que era adicto desde los catorce años. Dos meses después de la muerte de Marcelo, Susana reveló que el exmarido le robó dinero, joyas y que había filmando una cinta de vídeo mientras ella se bañaba para chantajearla, pidiendo 500 mil dólares por la grabación.
Susana es hermana de Sergio Ricardo Vieira Gonçalves, Sérvulo Augusto Vieira Gonçalves, Susana Vieira Gonçalves, también actriz, y Sandra Vieira Gonçalves. La actriz también es abuela de Bruno de Sousa Cardoso y Rafael de Sousa Cardoso.

## Premios y Menciones
Premios
- 1975 - Troféu APCA a la mejor actriz por O Espigão (1974).
- 1976 - Troféu APCA a la mejor actriz por Escalada (1975).

Menciones
- 2005 - Prêmio Contigo a la mejor actriz para Señora del destino (2004).
- 2005 - Prêmio Contigo a la Mejor Pareja Romántica por Señora del destino (2004), con José Wilker de Almeida.
- 2008 - Prêmio Contigo a la mejor actriz por Duas Caras (2007).

## Actuaciones en TV
- 1962 - La Noche Eterna .... Taís - (TV Tupi)
- 1966 - La pequeña Karen .... Karen (TV Excelsior)
- 1967 - Estrelas no Chão .... Sílvia (TV Tupi)
- 1968 - Los Tigres ( TV Excelsior)
- 1969 - Su Único Pecado ( TV Record)
- 1969 - El Último Testigo .... Maria Tereza ( TV Record)
- 1970 - La Proxíma atracción .... Regina
- 1971 - Mi Dulce Novia .... Nelita
- 1972 - O Bofe .... Marilene
- 1974 - O Espigão .... Tina Camará
- 1975 - Escalada .... Cândida Dias Ribeiro
- 1976 - Ángel Malo .... Nice Noronha - Protagonista
- 1978 - La Sucesora .... Marina Steen - Protagonista
- 1978 - Te Conte? .... Luciana
- 1979 - Los Gigantes .... Veridiana Gurgel - Villana
- 1981 - Baila Conmigo .... Vargas Paula Leme
- 1982 - Quien Ama No Mata.... Laura
- 1984 - Partido Alto.... Gilda
- 1985 - Un sueño más.... Renata
- 1986 - Cambalacho .... Amanda Pereira Guerreiro
- 1987 - Bambolé .... Marta Junqueira - Protagonista
- 1989 - El Salvador de la Nación .... Gilda Pompeu de Toledo Blanco
- 1990 - Luna Llena de amor .... Laís Souto Maia
- 1993 - Fera Ferida .... Rosa Rubra Pompilio de Castro
- 1993 - Mujeres de Arena .... Clarita (Clara Assunção)
- 1995 - La próxima víctima .... Ana Carvalho Mestieri - Protagonista
- 1996 - Vira-Lata .... Laura
- 1997 - Por Amor .... Branca Letícia de Barros Mota -  Villana
- 1999 - Andando por las Nubes .... Gonzala San Marino - Protagonista
- 2003 - Mujeres apasionadas - Lorena Ribeiro Alves
- 2004 - Señora del destino .... Maria do Carmo Ferreira da Silva - (Segunda fase) Protagonista
- 2007 - Duas caras .... Blanca a María Barreto de Morais - Co-Protagonista
- 2009 - Caminho das Índias ...Ela Mesma
- 2010 - Lazos de sangre....Lara Romero
- 2011 - Lara com Z....Lara Romero - Protagonista
- 2013 - Amor à Vida .....Pilar Khoury
- 2014 - Eu Que Amo Tanto ......Sandra - Protagonista
- 2015 - Babilônia .....Ella misma
- 2015 - Reglas del juego.....Adisabeba
- 2017 - Os Dias Eram Assim ..... Cora Dumonte
- 2019 - Éramos Seis

## Participaciones Especiales
- 1982 - Ellas por Ellas .... Vanessa (Participación Especial)'
- 1983 - Guerra de los SexosMarlene ....'(Participación Especial)'
- 1989 - Top Model .... Barbara Ellen.. '(Participación Especial)'
- 1992 - Anos Rebeldes ....Mariana'(Participación Especial)'
- 1996 - Salsa y Merengue .... Dolores '(Participación Especial)'
- 1998 - Angel Malo .... Babá '(Participación Especial)'
- 2007 - Paraíso Tropical .... Amelia Viana (Participación Especial)
- 2023 - Tierra de deseos .... Cândida Rossini '(Participación Especial)'

## Series
- 2009 - Cinquentinha....Lara Romero - Protagonista
- 2009 - A turma Do Didi..(Participación Especial)
- 2009 - Cassete & Planeta..(Participación Especial)
- 2009 - Zorra Total..(Participación Especial)
- 2006 - Bajo nueva dirección .... Madame Zora
- 2001 - A Padroeira .... Dorothéia Lopes Cintra (Dodô) - Protagonista
- 1999 - Chiquinha Gonzaga .... Suzette Fontina (segunda fase)
- 1996 - Sal de Abajo .... Rosa / Falsa Cassandra
- 1990 -  Boca do Lixo (minissérie) ..Magdalena
- 1987 - Bambolê .... Marta - Protagonista

## Teatro
En el teatro, su mayor éxito fue la obra A Partilha de Miguel Falabella. La obra duro siete años en las tablas con éxito absoluto. También actuó en A Vida Passa y en Água Viva, 2003, dirigida por Maria Pia Scognamiglio, basada en el libro de Clarice Lispector.